# Sermoni della Poetica
I Sermoni della Poetica sono una raccolta di nove componimenti in terza rima pubblicata da Pier Jacopo Martello.

## Contenuto
Nel Proemio in prosa anteposto ai nove sermoni, il poeta afferma di voler emulare lo stile discorsivo proprio delle Satire di Orazio: in antitesi agli ardui trattati poetologici di stampo aristotelico, Martello si propone di insegnare i rudimenti dell'arte versificatoria in maniera chiara e concreta, riscrivendo, per esempio, celebri brani di poesia epica oppure ricorrendo all'ekphrasis di opere pittoriche del suo tempo. 

## Edizioni
- Pier Jacopo Martello, Versi e Prose, Roma, per Francesco Gonzaga in via Lata, 1710.
- Pier Jacopo Martello, Scritti critici e satirici, a cura di Hannibal S. Noce, Bari, Laterza, 1963.